# Кекух, Василий Ильич
Василий Ильич Кекух (02.01.1921—28.03.1994) — командир орудия батареи 76-мм пушек 616-го стрелкового полка (194-я стрелковая Речицкая Краснознамённая дивизия 42-го стрелкового корпуса 48-й армии 2-го Белорусского фронта, сержант, участник Великой Отечественной войны, кавалер ордена Славы трёх степеней.

## Биография
Родился 2 января 1921 года в посёлке Семёновка (ныне город Черниговской области, Украина) в семье сапожника-кустаря. Украинец. Окончил 10 классов.
В Красной Армии с 1939 года. В действующей армии – с первого дня войны. Воевал на Юго-Западном фронте. В июле 1941 года под городом Белая Церковь (Киевская область, Украина), будучи раненным, попал в плен. В октябре 1941 года бежал из плена. Проживал на временно оккупированной территории.
С 21 сентября 1943 года – снова в Красной Армии. Воевал на Центральном (с 20 октября 1943 года – Белорусский, с 24 февраля 1944 года – 1-й Белорусский) и 2-м Белорусском фронтах в составе артиллерийской батареи 616-го стрелкового полка 194-й стрелковой дивизии на должностях наводчика, командира орудия, командира огневого взвода. В боях ещё дважды ранен – 18 мая и 5 октября 1944 года.
Участвовал в Гомельско-Речицкой, Белорусской операциях.
Наводчик 76-мм пушки 616-го стрелкового полка (194-я стрелковая дивизия, 48-я армия, Белорусский фронт) рядовой Кекух в составе расчёта 24 декабря 1943 года у железнодорожной станции Шатилки (ныне г. Светлогорск Гомельской области), участвуя в отражении 15 контратак противника, поразил 3 пулемётные точки и много живой силы врага.
Приказом командира 194-й стрелковой дивизии полковника Опякина П. П. 3 января 1944 года красноармеец Кекух Василий Ильич награждён орденом Славы 3-й степени.
17 января 1944 года в бою за деревню Печище Полесской области командир орудия красноармеец В. И. Кекух огнём своего орудия уничтожил три пулемётных точки и артиллерийское орудие противника, чем обеспечил успешное продвижение пехоты. Приказом командира полка награждён медалью «За отвагу» .
1 июля 1944 года В. И. Кекух во встречном бою на шоссе Бобруйск – Минск в районе деревни Горошки Могилёвской области быстро развернул орудие на открытой огневой позиции и прямой наводкой уничтожил 1 противотанковую пушку, грузовую машину с боеприпасами и до 25 солдат и офицеров противника.
Приказом командующего 48-й армией от 29 июля 1944 года сержант Кекух Василий Ильич награждён орденом Славы 2-й степени .
23 августа при овладении населённым пунктом Гуты-Буйны Белостокской области под сильным огнём противника вывел орудие на прямую наводку, разбил ДЗОТ противника, чем обеспечил занятие стрелками траншей противника. Противник при поддержке танков и самоходных орудий перешёл в контратаку. Расчёт орудия вышел из строя. В. И. Кекух в одиночку продолжал вести огонь. Его точные выстрелы уничтожили до 35 гитлеровцев, а самоходные орудия противника повернули назад. Благодаря личному мужеству и самоотверженности смелого артиллериста рубеж был удержан. За проявленные храбрость и мужество в бою В. И. Кекух был представлен к награждению орденом Славы 1-й степени. Он был назначен командиром огневого взвода.
26 августа 1944 года 616-й стрелковый полк в районе города Острув-Мазовецкий вышел в тыл противника. Немцы бросили в контратаку учебный батальон. Командир огневого взвода сержант В. И. Кекух немедленно развернул взвод и точным огнём заставил залечь немцев. Перешедшие в атаку стрелковые подразделения выбили противника с занимаемых позиций. 5 октября, поддерживая огнём десантные группы на правом берегу реки Нарев, был тяжело ранен. В госпитале В. И. Кекуху была ампутирована правая стопа. Приказом командующего 48-й армией награждён орденом Отечественной войны 1-й степени .
Указом Президиума Верховного Совета от 10 апреля 1945 года за образцовое выполнение боевых заданий командования на фронте борьбы с немецкими захватчиками и проявленные при этом доблесть и мужество сержант Кекух Василий Ильич награждён орденом Славы 1-й степени .
В 1945 году демобилизован. Жил в посёлке городского типа Вороновица Винницкого района Винницкой области (Украина).
В 1954 году окончил Киевский юридический институт. Работал судьёй, адвокатом.
Умер 28 марта 1994 года. Похоронен в посёлке городского типа Вороновица Винницкий район Винницкой области Украины.

## Награды
- Орден Отечественной войны I степени (08.10.1944)[4]
- Орден Отечественной войны I степени (11.03.1985)[5]
- Полный кавалер ордена Славы:  
  - орден Славы I степени (10.04.1945))[6];
  - орден Славы II степени (29.07.1944)[7];
  - орден Славы III степени (03.01.1944)[8];
- медали, в том числе:
  - «За отвагу» (22.01.1944)[9];
  - «За боевые заслуги» (06.12.1943)[10];
  - «В ознаменование 100-летия со дня рождения Владимира Ильича Ленина» (6 апреля 1970)
  - «За победу над Германией в Великой Отечественной войне 1941—1945 гг.» (9 мая 1945[11])[12]
  - «20 лет Победы в Великой Отечественной войне 1941—1945 гг.» (7 мая 1965[13])
  - «30 лет Победы в Великой Отечественной войне 1941—1945 гг.»[14]
  - 40 лет Победы в Великой Отечественной войне 1941—1945 гг.[15]

- - «50 лет Вооружённых Сил СССР» (26 декабря 1967[16])
- Знак «25 лет победы в Великой Отечественной войне» (1970)

## Память
- На могиле установлен надгробный памятник
- Его имя увековечено в Главном Храме Вооружённых сил России, и навсегда запечатлено на мемориале «Дорога памяти» [17].